# أونيل وايلدر
أونيل وايلدر (بالإنجليزية: O'Neal Wilder)‏ هو منافس ألعاب قوى أمريكي، ولد في 9 أغسطس 1989 في قرطاج في الولايات المتحدة.

## وصلات خارجية
- أونيل وايلدر على موقع الاتحاد الدولي لألعاب القوى (الإنجليزية)
- أونيل وايلدر على موقع TFRRS.org (الإنجليزية)